# Municipio de Wentworth (Dakota del Sur)
El municipio de Wentworth (en inglés: Wentworth Township) es un municipio ubicado en el condado de Lake en el estado estadounidense de Dakota del Sur. En el año 2010 tenía una población de 396 habitantes y una densidad poblacional de 4,27 personas por km².

## Geografía
El municipio de Wentworth se encuentra ubicado en las coordenadas 43°58′19″N 96°56′21″O / 43.97194, -96.93917. Según la Oficina del Censo de los Estados Unidos, el municipio tiene una superficie total de 92.73 km², de la cual 88,41 km² corresponden a tierra firme y (4,66 %) 4,32 km² es agua.

## Demografía
Según el censo de 2010, había 396 personas residiendo en el municipio de Wentworth. La densidad de población era de 4,27 hab./km². De los 396 habitantes, el municipio de Wentworth estaba compuesto por el 98,99 % blancos, el 0,51 % eran afroamericanos, el 0,25 % eran asiáticos y el 0,25 % eran de una mezcla de razas. Del total de la población el 0,51 % eran hispanos o latinos de cualquier raza.